# Phalacropterix crassicornis
Phalacropterix crassicornis är en fjärilsart som beskrevs av Otto Staudinger 1870. Phalacropterix crassicornis ingår i släktet Phalacropterix och familjen säckspinnare. Inga underarter finns listade i Catalogue of Life.